# Musseromys anacuao
Musseromys anacuao är en gnagare i familjen råttdjur som förekommer i Filippinerna.
Djuret når en kroppslängd (huvud och bål) av 7,8 till 8,3 cm, en svanslängd av 8,2 till 8,8 cm och en vikt av 17 till 21 g. Bakfötterna är cirka 1,8 cm långa och öronen är ungefär 1,5 cm stora. Ovansidan är täckt av mjuk rödbrun päls och undersidans päls är lite ljusare rödbrun eller orangebrun. Vid svansens slut förekommer några längre och mörkare hår men de bildar ingen riktig tofs. Musseromys anacuao har liksom andra släktmedlemmar två varianter av långa morrhår. Den första börjar vid nosen och den andra vid ett naket område bakom ögonen. De fyra spenarnas hittas vid honans ljumske. Avvikelser i knölarnas form på kindtänderna samt i öronens utseende skiljer arten från de närmaste släktingarna.
Utbredningsområdet ligger kring berget Anacuao på sydöstra Luzon i Filippinerna. De första exemplaren hittades vid 1720 meter över havet. Området var täckt av fuktig skog med många epifyter samt med mossa, ormbunkar och orkidéer som undervegetation.
Individer fångades under natten med en fälla på marken. Som lockbete användes kokosnötkött med jordnötssmör.
IUCN listar Musseromys anacuao med kunskapsbrist (DD).